# 水と緑の健康都市

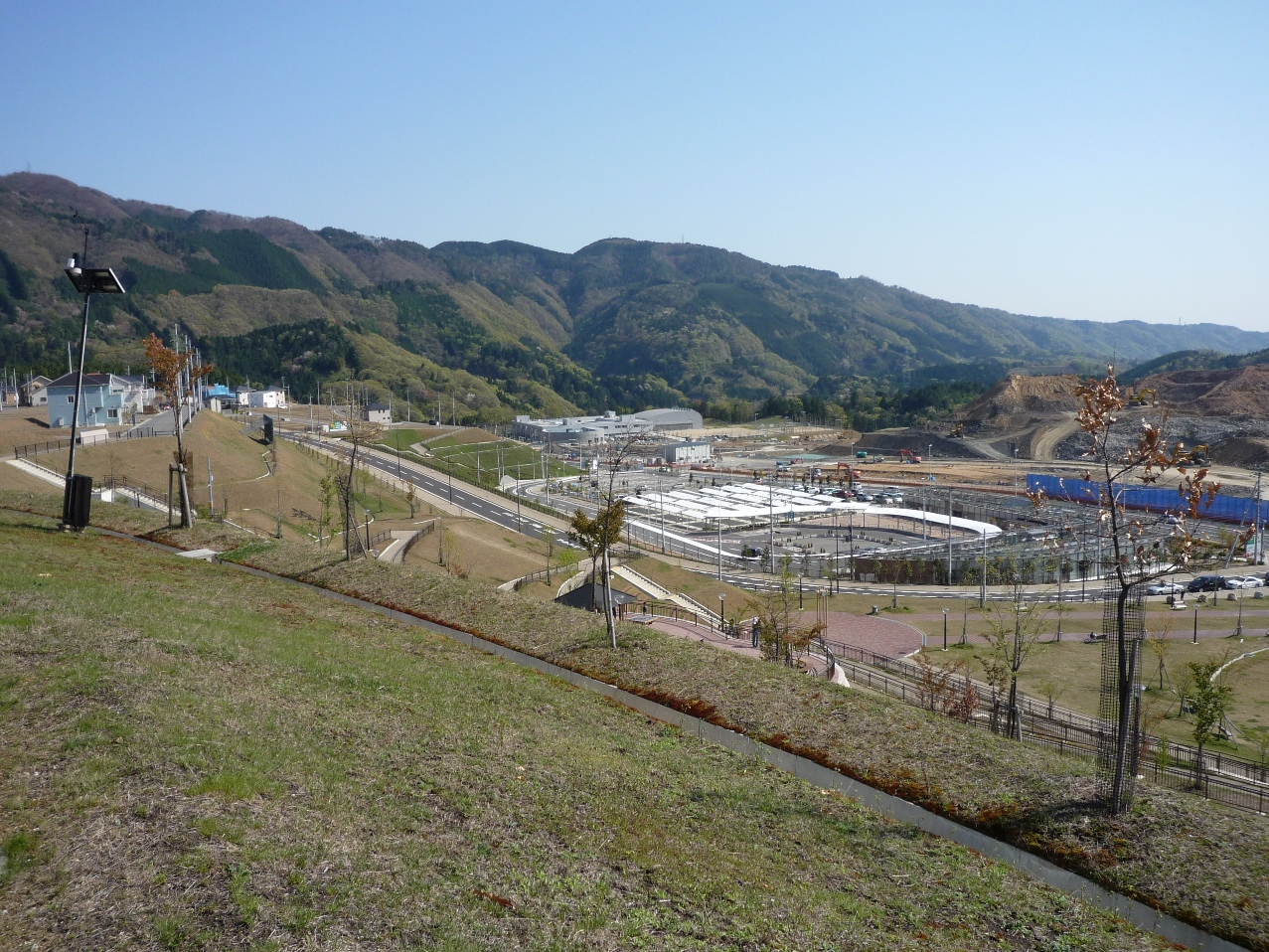
箕面森町中心部

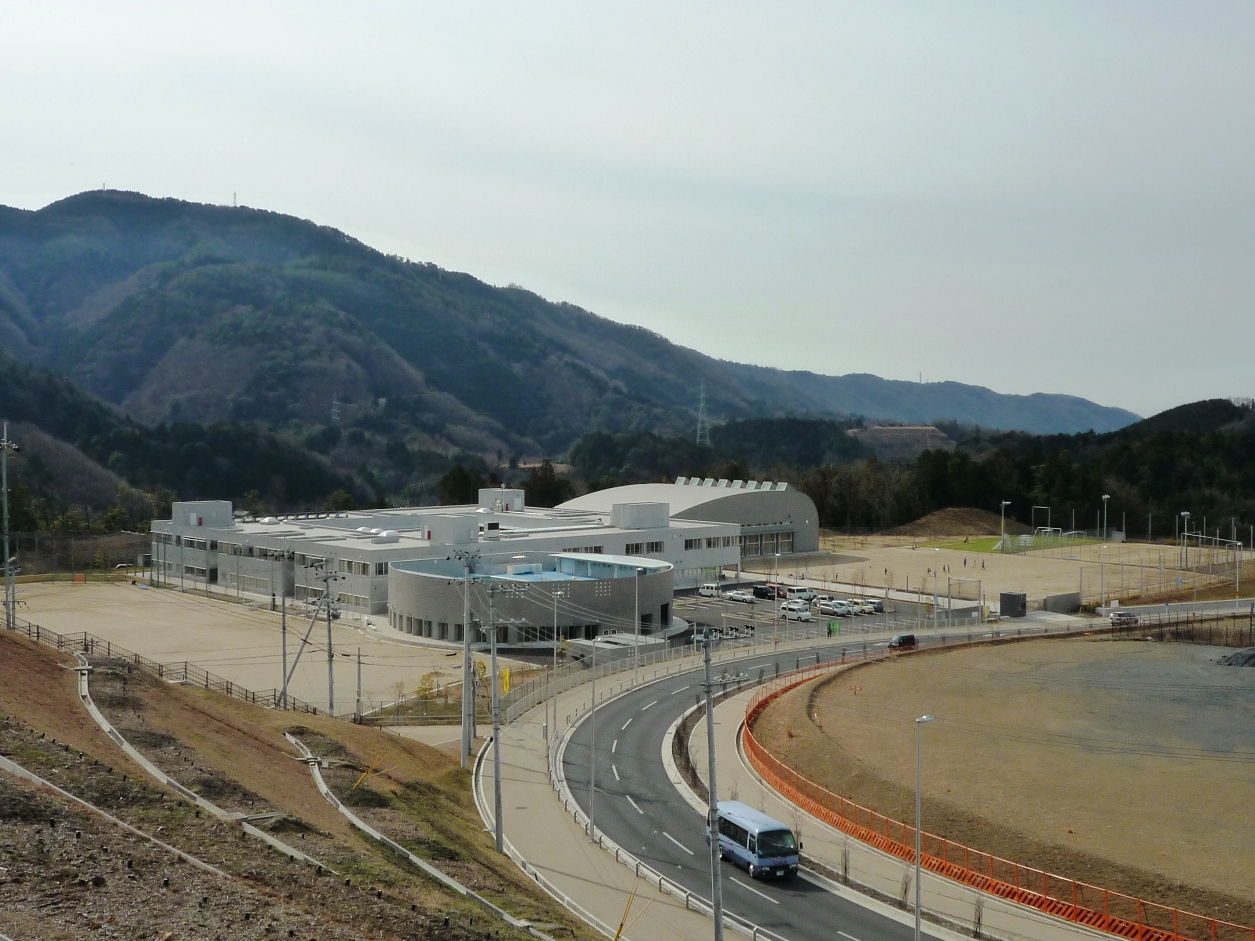
箕面市立止々呂美小学校・中学校（とどろみの森学園）

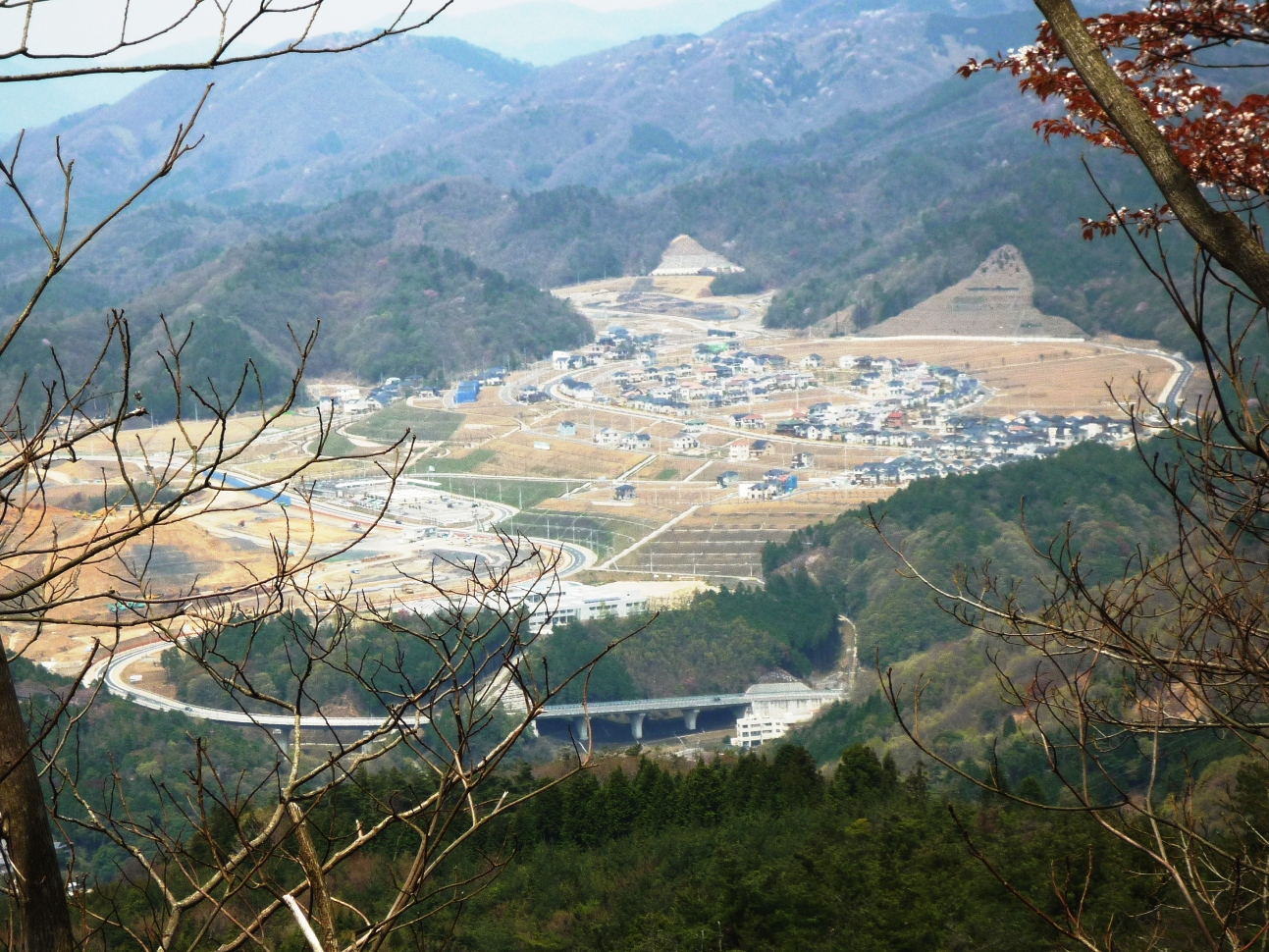
箕面森町の遠望

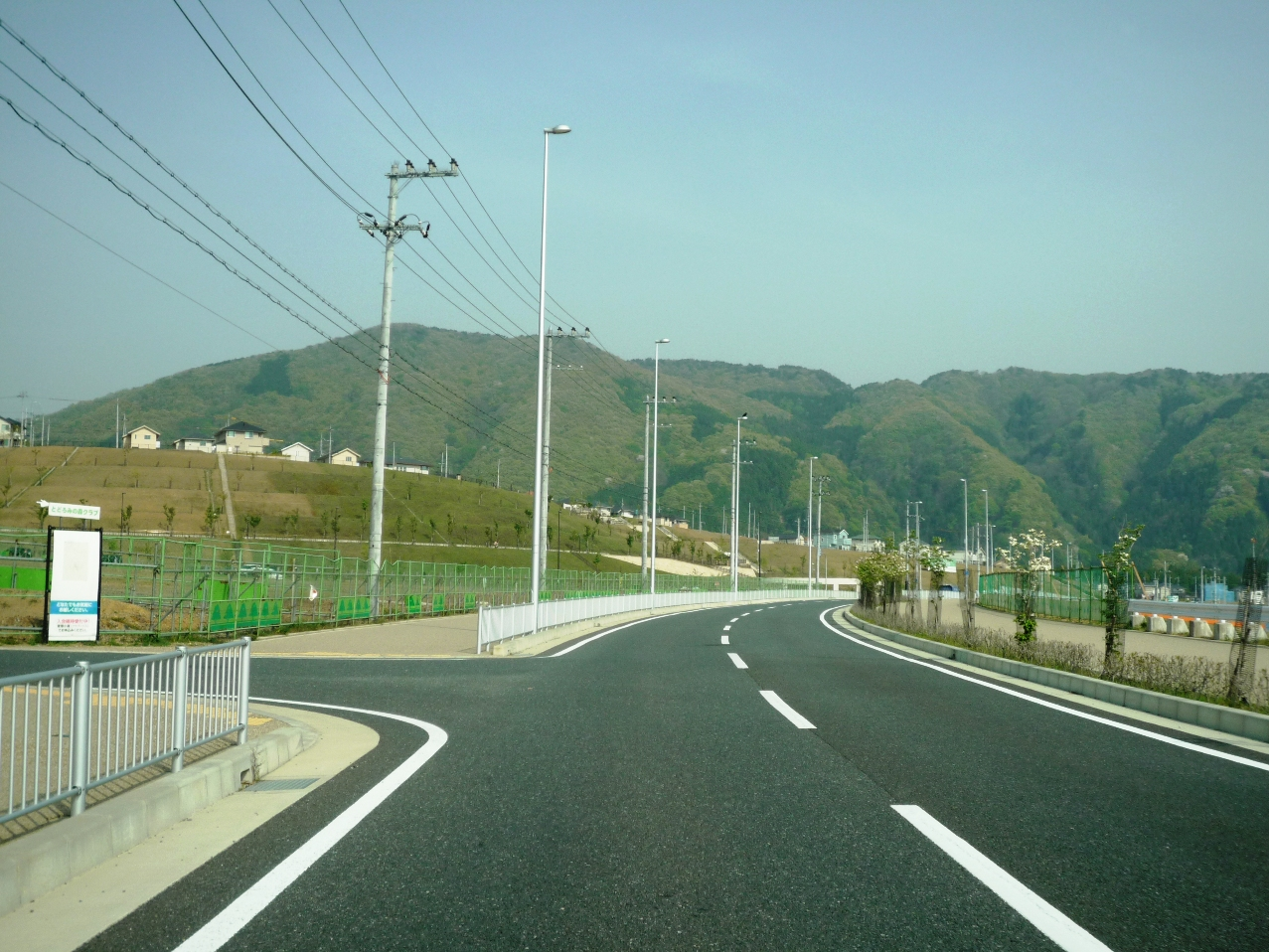
箕面森町を通過する止々呂美東西線

水と緑の健康都市（みずとみどりの けんこうとし）は、大阪府北部（北摂地方）箕面市止々呂美付近に造成された大規模郊外型ニュータウン。府が開発を進め、総事業費は約1000億円。なお、町の愛称は「箕面森町（みのおしんまち）」（公募で決定）。

## 概要
大阪駅（大阪市北区）から立体バイパス新御堂筋で約20km北上し、箕面市白島で接続する箕面有料道路（箕面グリーンロード）の箕面トンネルを約8km進んだ場所にある北摂山系を切り開いて造成した。
開発はバブル時代1980年代末期に計画され、バブル景気が終わりかけた1991年（平成3年）に発表された。バブル崩壊で開発は進まず、第1期整備事業100ヘクタールは発表16年後の2007年（平成19年）10月1日に完成した（9月29日に街開き式典）。
地区の中心には「箕面森町地区センター」があり、バスターミナルやバス待合室、コンビニエンスストア、駐輪場及び駐車場などが併設されている。
水と緑の健康都市における施設の整備、運営・維持管理は同じく、民間資金を利用して整備するPFI事業者である「PFI 水と緑の健康都市株式会社」が行っている。

### 橋下徹知事ビデオでPR
ずさんな開発と負の遺産ぶりについて、のちに府知事となる橋下徹が、知事選挙の出馬1年前で街開き前後に出演したテレビ番組で「こんなもの（箕面森町の分譲地）は、府の役人に責任をとらせて買わせるべきですよ」「（無駄な）トンネル建設で（学生時代にデートした）妻との思い出の場所がなくなってしまった」と、私憤にも似た発言で酷評している。
なお、2008年の知事就任後、橋下は一転し「開発継続」を決めた上に、2015年7月には箕面森町PR用ビデオに出演。橋下は笑顔で「きっとこの街が気に入るでしょう」とアピール。イベントでも「この街の売り主は府、つまり僕です。安心して買ってください」と述べている。

## 位置・周辺概要
千里中央（大阪府副都心）から箕面有料道路を経由して車で約15分の位置にある。街の南部には国道423号が通っており池田市や亀岡市にも近い。付近には豊能町の北大阪ネオポリスや光風台、東ときわ台、大和団地（阪急ネオポリス）・多田グリーンハイツ（川西市）、阪急日生ニュータウン・猪名川パークタウン（猪名川町）などの郊外型ニュータウンがある。また能勢電鉄のときわ台駅へも車で数分の距離にある。箕面有料道路の出入り口には新名神高速道路の「箕面とどろみインターチェンジ」が併設されている。

## 公共交通機関

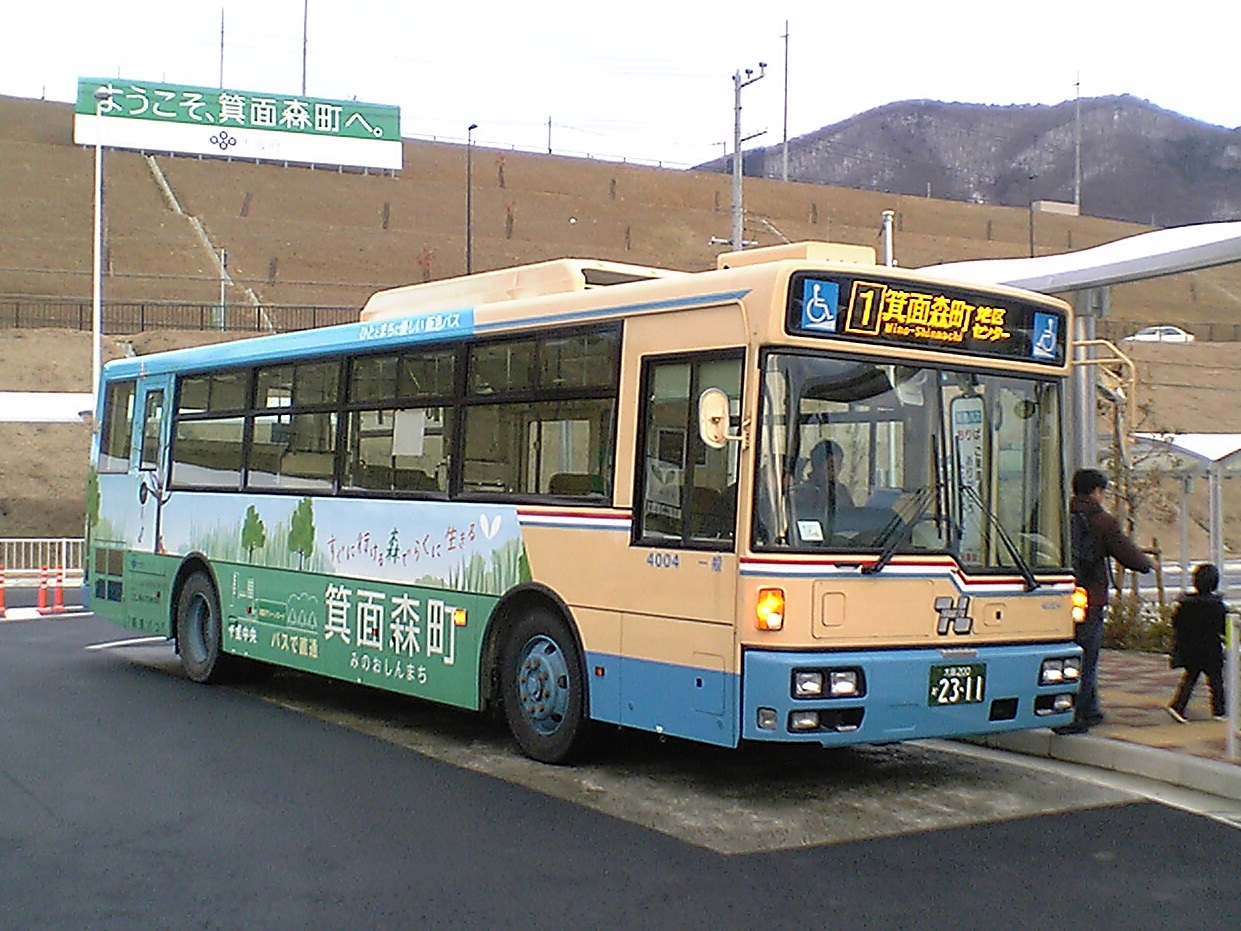
中心部にある箕面森町地区センターバス停に停車する広告ラッピングバス

住宅団地の西端には、阪急バスの箕面森町出張所（阪急バス豊能営業所の出張所）がおかれており、箕面萱野駅～箕面森町を結ぶ箕面森町線のほか、近隣の能勢町東部・豊能町西地区への路線を受け持っている。
開発を行った大阪府による政策運賃がとられる箕面森町線は、市北部の主幹路線として「箕面森町地区センター」や「中止々呂美」を乗り換え拠点にして、豊能町東部や能勢町東部などへ路線網を広げている。
- 箕面森町線（1系統）箕面萱野駅～白島～（箕面有料道路経由）～中止々呂美～箕面森町地区センター～森町中二丁目～森町中央公園
  - 「中止々呂美」で、阪急池田駅～久安寺～中止々呂美～余野～牧・希望ヶ丘方面の系統に乗り継ぎができる。

また、豊能町は同町西地区地域を優遇する施策をとるために、運行補助金を助成する路線として、箕面森町内を起点にする阪急バス豊能西線や、西地区デマンドタクシーを運行している。

### 歴史
千里中央駅とを結ぶバスは2007年10月1日より街区の入り口にあたる箕面森町地区センターまでの間で暫定運行を開始した。2008年3月20日(木)より本格運行を開始し、増発および停留所が新設（とどろみの森学園前）された。2009年4月1日(水)に再度増便された。当初バスは地区センターより先の街区内には乗り入れなかった（道路にはバス停を将来開設できるスペースが用意されていた）が、2010年3月20日から再々度の増便に合わせて昼間のすべてのバスと朝晩の一部のバスが街区内を経由してバス出張所に近い「箕面森町近隣公園前」まで運行されるようになった。2024年より、北大阪急行の延伸に伴い接続駅が千里中央駅から箕面萱野駅に変更。

## 教育・保育施設
- 箕面市立止々呂美小学校・中学校 - 愛称は「とどろみの森学園」。箕面市と大阪府が協同で公立の小中一貫校をPFI形式で建設（三菱HCキャピタル主体）し、2008年4月に止々呂美旧集落地区からの移転という形で開校した。

- 幼稚園 - 2011年4月、とどろみの森学園の敷地内に幼稚園・保育所併設の幼保連携型の私立認定こども園の「みすず学園森町こども園」（みすず学園森町幼稚園・みすず学園森町保育園）が開設され、引き換えに市立「とどろみ幼稚園」は閉園となった。なお、バス通園は複数の私立幼稚園が実施している。

まちびらき当初は地区内に存在せず、止々呂美旧集落地区の小中学校の校地跡隣接地に立地する市立「とどろみ幼稚園」に通うことになっていた。
保育施設は、みすず学園森町保育園開設までの「つなぎ」として、認定こども園を運営する社会福祉法人が2009年6月から「箕面森町地区センター」内に簡易保育所である「みすず学園森町保育園」を開設していたが、現在では同じ場所に森町有星保育園がある。
学校法人履正社は箕面森町に、スポーツ指導者やトレーナーを養成するコースを持つ大学である（仮称）履正社大学を設置することとなり、2015年4月開校を目指して整地などの工事が始まっていたが、その後計画が無期限延期され、代わりにスポーツ関連の専門学校を設置することになった。結局、2016年6月に履正社医療スポーツ専門学校の箕面キャンパスとなり、2017年4月には系列の履正社スポーツ専門学校　北大阪校として開校した。

## 商業施設
箕面森町内にスーパーマーケット等の中型以上の商業施設は長く存在せず、もっとも近いスーパーマーケットは北に2kmほど行ったときわ台地区であった。将阪急バス操車場の隣に商業施設の用地は確保されていたが、2019年にようやくトライアルカンパニーの運営する「スーパーセンタートライアル」が開業し、箕面森町のみならず、豊能町東部・能勢町東部・亀岡市西別院地区など大型商業施設をもたない周辺地域から集客が見込める大規模な商業施設が立地することとなった。コンビニエンスストアは以前は地区内にコミュニティストアがあったが閉店し、代わりにファミリーマートが開業している。地区に入る手前の箕面森町南入口の病院の隣の国道423号沿いにセブン-イレブンも開業している。
近隣の郵便局は、下止々呂美の箕面市役所止々呂美支所に併設された「止々呂美簡易郵便局」のほかは、市外の近隣に豊能町余野にある「豊能郵便局」、豊能町東ときわ台にある「豊能東ときわ台郵便局」がある。
郵便局を除く金融機関窓口には、豊能町余野地区「三井住友銀行 豊能町役場出張所」、豊能町ときわ台にある「池田泉州銀行ときわ台支店」がある。地区内のATMは、地区センター内のコンビニエンストア（ファミリーマート）やスーパーセンタートライアルのほか、下止々呂美にコンビニエンスストア（セブンイレブン）やJA大阪北部がある。

## 医療施設
内科小児科・歯科・鍼灸整骨院が開業している。
動物病院は街開き当初から箕面森町内に開設されている。

## 議論

### 計画縮小
オオタカの営巣発見やバブル崩壊などで全体の計画規模が縮小された。また本計画の核となるはずだった余野川ダム建設が行政の歳出削減の一環で凍結されることになり、箕面森町の居住人口予測は16,500人から9,600人へと変更された。また、第2期の造成が開始された頃、第3期以降については中止される可能性が出ていたが、結局オオタカの営巣地域を避けた飛び地に物流地区しての第3期地区が造成され、箕面とどろみICへの短絡路も開通することとなった。

### その他
箕面森町計画には、豊能町が長年計画していた豊能町の東地区と西地区を結ぶ「東西連絡道路」の意味合いを持った止々呂美東西線の計画も盛り込まれている。豊能町は、町役場のある東地区と、能勢電鉄妙見線沿線にある西地区とは、道路で直接つながっておらず、かつては東西両地区を行き来するには数km迂回北上して妙見山北側の野間峠（大阪府道4号茨木能勢線）を通るか南下して池田市伏尾台地区を通るしか無かった。しかし、この道路が箕面有料道路と同日の2007年5月30日に開通したことで、両地区の距離は半分程度に短縮された。
箕面グリーンロードの開通によって、豊能町東部・能勢町東部・亀岡市などのエリアから大阪都心部への距離や所要時間が短縮された。
また、2006年（平成18年）12月14日に毎日放送「VOICE」が、「景勝地に衝撃の事実…箕面の滝は人工滝?」と題し、箕面グリーンロードのトンネル工事の影響で「箕面滝が人工の滝になった」と報道したが、番組が中立性を欠いており、客観的根拠のない誤報であったことが後年に判明している（箕面滝#人工滝騒動も参照の事）。